# Monte Tresino e dintorni
Monte Tresino e dintorni este o arie protejată (arie specială de conservare — SAC, sit de importanță comunitară — SCI) din Italia întinsă pe o suprafață de 1.339 ha, integral pe uscat.

## Localizare
Centrul sitului Monte Tresino e dintorni este situat la coordonatele 40°19′35″N 14°58′02″E / 40.326389°N 14.967222°E.

## Înființare
Situl Monte Tresino e dintorni a fost declarat sit de importanță comunitară în mai 1995 pentru a proteja 21 de specii de animale. Situl a fost protejat și ca arie specială de conservare în mai 2019.

## Biodiversitate
Situată în ecoregiunea mediteraneană, aria protejată conține 7 habitate naturale: Păduri de pin mediteraneene cu pini mezogeni endemici, Formațiuni scunde de Euphorbia în apropierea falezelor, Pseudostepă cu ierburi și specii anuale de Thero-Brachypodietea, Păduri de Quercus ilex și Quercus rotundifolia, Tufărișuri termo-mediteraneene și de pre-deșert, Iazuri temporare mediteraneene, Faleze cu vegetație de Limonium spp. endemic de pe coastele mediteraneene.
La baza desemnării sitului se află mai multe specii protejate:
- păsări (17): pescăruș albastru (Alcedo atthis), stârc roșu (Ardea purpurea), stârc galben (Ardeola ralloides), erete de stuf (Circus aeruginosus), dumbrăveancă (Coracias garrulus), prepeliță (Coturnix coturnix), egretă mică (Egretta garzetta), muscar-gulerat (Ficedula albicollis), sfrâncioc roșiatic (Lanius collurio), Larus argentatus, pescăruș râzător (Larus ridibundus), vultur pescar (Pandion haliaetus), viespar (Pernis apivorus), sitar de pădure (Scolopax rusticola), turturică (Streptopelia turtur), silvie de tufiș (Sylvia undata), sturz-cântător (Turdus philomelos)
- mamifere (2): liliacul mare cu potcoavă (Rhinolophus ferrumequinum), liliacul mic cu potcoavă (Rhinolophus hipposideros)
- nevertebrate (1): Melanargia arge
- reptile (1): șarpele cu patru dungi (Elaphe quatuorlineata)

Pe lângă speciile protejate, pe teritoriul sitului au mai fost identificate 1 specie de plante, 1 specie de amfibieni, 3 specii de nevertebrate, 4 specii de reptile.